# Katranida II.
Katranida II. (armensko Կատրանիդե Բ, latinizirano: Katranides B.) je bila žena kralja Gagika I. in kraljica Bagratidske Armenije, * okoli 970, † ni znano. 
Zaslužna je za izgradnjo stolnice v Aniju.

## Življenje
Četudi datum njenega rojstva ni znan in njeni starši niso jasni, ena od teorij nakazuje, da je bila hči kralja Vasaka VI. in kraljice Šahandukt II. Sjuniške in vnukinja kralja Smbata I. Sjuniškega. Sjuniško kraljestvo je bilo eno od odcepljenih armenskih kraljestev. Druga teorija nakazuje, da je bila hči Gurgena I. Taojskega.
Katranida je bila pokopana z velikim pompom in cerkvenimi obredi  na pokopališču ob katoliške cerkvi v Aniju. Na začetku 20. stoletja je skupina arheologov in orientalista Josepha Orbelija izkopala Katranidino grobnico in odkrila, da je bila pokopana s prekrižanima nogama, kot je bil križan Kristus.

## Vladavina
Naročila je gradnjo stolnice v Aniju, ki jo je zasnoval arhitekt Trdat. Zaslužna je tudi za gradnjo ali obnovo samostana Hckonk s petimi cerkvami. Cerkva že od šestdesetih let prejšnjega stoletja ni več. Stolnico v Aniju je dodatno okrasila s tkaninami z zlatimi izvezenimi mareličnimi cvetovi, srebrom in zlatimi posodami. Na kupolo templja je bil postavljen srebrn križ v človeški velikosti, kralj Smbat pa je iz Indije prinesel velikansko kristalno baklo.